# Goochland County
Goochland County ist ein County im Bundesstaat Virginia der Vereinigten Staaten. Bei der Volkszählung im Jahr 2020 hatte das County 24.727 Einwohner und eine Bevölkerungsdichte von 33,6 Einwohner pro Quadratkilometer. Der Verwaltungssitz (County Seat) ist Goochland.

## Geographie
Goochland County liegt etwas nordöstlich des geographischen Zentrums von Virginia und hat eine Fläche von 751 Quadratkilometern, wovon 14 Quadratkilometer Wasserfläche sind. Es grenzt im Uhrzeigersinn an folgende Countys: Louisa County, Hanover County, Henrico County, Chesterfield County, Powhatan County, Cumberland County und Fluvanna County.

## Geschichte
Gebildet wurde es 1728 aus Teilen des Henrico County. Benannt wurde es nach dem damaligen Vizegouverneur der Colony of Virginia, William Gooch.

## Demografische Daten

Alterspyramide des Goochland County

Nach der dem United States Census 2000 lebten im Goochland County 16.863 Menschen in 6.158 Haushalten und 4.710 Familien. Die Bevölkerungsdichte betrug 23 Einwohner pro Quadratkilometer. Ethnisch betrachtet setzte sich die Bevölkerung zusammen aus 72,71 Prozent Weißen, 25,64 Prozent Afroamerikanern, 0,20 Prozent amerikanischen Ureinwohnern, 0,47 Prozent Asiaten, 0,01 Prozent Bewohnern aus dem pazifischen Inselraum und 0,20 Prozent aus anderen ethnischen Gruppen; 0,77 Prozent stammten von zwei oder mehr Ethnien ab. 0,85 Prozent der Bevölkerung waren spanischer oder lateinamerikanischer Abstammung.
Von den 6.158 Haushalten hatten 29,9 Prozent Kinder und Jugendliche unter 18 Jahre, die bei ihnen lebten. 64,6 Prozent waren verheiratete, zusammenlebende Paare, 8,4 Prozent waren allein erziehende Mütter, 23,5 Prozent waren keine Familien, 19,9 Prozent waren Singlehaushalte und in 7,4 Prozent lebten Menschen im Alter von 65 Jahren oder darüber. Die Durchschnittshaushaltsgröße betrug 2,51 und die durchschnittliche Familiengröße lag bei 2,88 Personen.
Auf das gesamte County bezogen setzte sich die Bevölkerung zusammen aus 21,3 Prozent Einwohnern unter 18 Jahren, 5,3 Prozent zwischen 18 und 24 Jahren, 32,1 Prozent zwischen 25 und 44 Jahren, 28,9 Prozent zwischen 45 und 64 Jahren und 12,5 Prozent waren 65 Jahre alt oder darüber. Das Durchschnittsalter betrug 40 Jahre. Auf 100 weibliche Personen kamen 101,5 männliche Personen. Auf 100 Frauen im Alter von 18 Jahren oder darüber kamen statistisch 98,3 Männer.

Das jährliche Durchschnittseinkommen eines Haushalts betrug 56.307 USD, das Durchschnittseinkommen der Familien betrug 64.685 USD. Männer hatten ein Durchschnittseinkommen von 41.663 USD, Frauen 29.519 USD. Das Prokopfeinkommen betrug 29.105 USD. 6,9 Prozent der Bevölkerung und 4,3 Prozent der Familien lebten unterhalb der Armutsgrenze. Davon waren 7,7 Prozent Kinder oder Jugendliche unter 18 Jahre und 8,1 Prozent waren Menschen über 65 Jahre.